# 魯西利夫 (特諾皮爾州)
48°57′14″N 25°23′30″E / 48.95389°N 25.39167°E
魯西利夫（羅馬化：Rusyliv）是位於烏克蘭西部特諾皮爾州喬爾特基夫區佐洛特波蒂克市鎮的村莊，面積55.7平方公里，海拔高度349米，2001年人口294，人口密度每平方公里5.28人。